# Hvidskægget tangar
Hvidskægget tangar (Spindalis portoricensis) er en spurvefugl, der lever i Puerto Rico.